# Shameik Moore
Shameik Alti Moore, född 4 maj 1995 i Atlanta i Georgia, är en amerikansk skådespelare, sångare och rappare. Han är mest känd för att göra rösten till Miles Morales i filmerna om den Oscarbelönade Spider-Verse-sagan, vilket är Into the Spider-Verse och dess uppföljare Across the Spider-Verse och Beyond the Spider-Verse. Hans familj härstammar ursprungligen från Jamaica.

## Filmografi (i urval)
- 2012 – Joyful Noise
- 2015 – Dope
- 2018 – Spider-Man: Into the Spider-Verse (röst)
- 2019 – Let It Snow
- 2023 – Spider-Man: Across the Spider-Verse (röst)
- 2027 – Spider-Man: Beyond the Spider-Verse (röst)